# SN 2005hs
SN 2005hs – supernowa typu Ia odkryta 3 października 2005 roku w galaktyce A032922-0105. W momencie odkrycia miała maksymalną jasność 22,90m.